# Jesenice (district de Prague-Ouest)
Pour les articles homonymes, voir Jesenice (homonymie).
Jesenice (en allemand : Jessenitz) est une ville du district de Prague-Ouest, dans la région de Bohême-Centrale, en République tchèque. Sa population s'élevait à 10 483 habitants en 2024.

## Géographie
Jesenice se trouve à 14 km au sud-sud-est du centre de Prague.
La commune est limitée par Vestec au nord-ouest, par Prague au nord, par Průhonice au nord-est, par Dobřejovice et Herink à l'est, par Radějovice au sud-est, par Sulice et Psáry au sud, et par Zlatníky-Hodkovice à l'ouest.

## Histoire
La première mention écrite de la localité date de 1252. La commune de Jesenice a le statut de ville depuis 2015.

## Administration
La commune se compose de quatre sections :
- Jesenice
- Horní Jirčany
- Osnice
- Zdiměřice

## Population
Recensements (*) ou estimations de la population :
| 1869* | 1880* | 1890* | 1900* | 1910* | 1921* |
| ----- | ----- | ----- | ----- | ----- | ----- |
| 1 148 | 1 321 | 1 338 | 1 224 | 1 306 | 1 200 |

| 1930* | 1950* | 1961* | 1970* | 1980* | 1991* |
| ----- | ----- | ----- | ----- | ----- | ----- |
| 1 394 | 1 301 | 1 345 | 1 298 | 1 455 | 1 758 |

| 2001* | 2011* | 2015  | 2016  | 2017  | 2018  |
| ----- | ----- | ----- | ----- | ----- | ----- |
| 2 475 | 7 628 | 8 228 | 8 673 | 8 992 | 9 132 |

| 2019  | 2020  | 2021  | 2022  | 2023   | 2024   |
| ----- | ----- | ----- | ----- | ------ | ------ |
| 9 448 | 9 682 | 9 997 | 9 888 | 10 169 | 10 483 |

## Transports
Par la route, Jesenice se trouve à 12 km de Říčany et à 19 km du centre de Prague.